# Becherova vila
Becherova vila v Karlových Varech je secesní stavba z počátku 20. století. Nachází se ve vilové čtvrti zvané Westend. Objekt je využíván od roku 2011 jako interaktivní galerie.
Budova je chráněna od roku 1995 jako kulturní památka České republiky.

## Historie

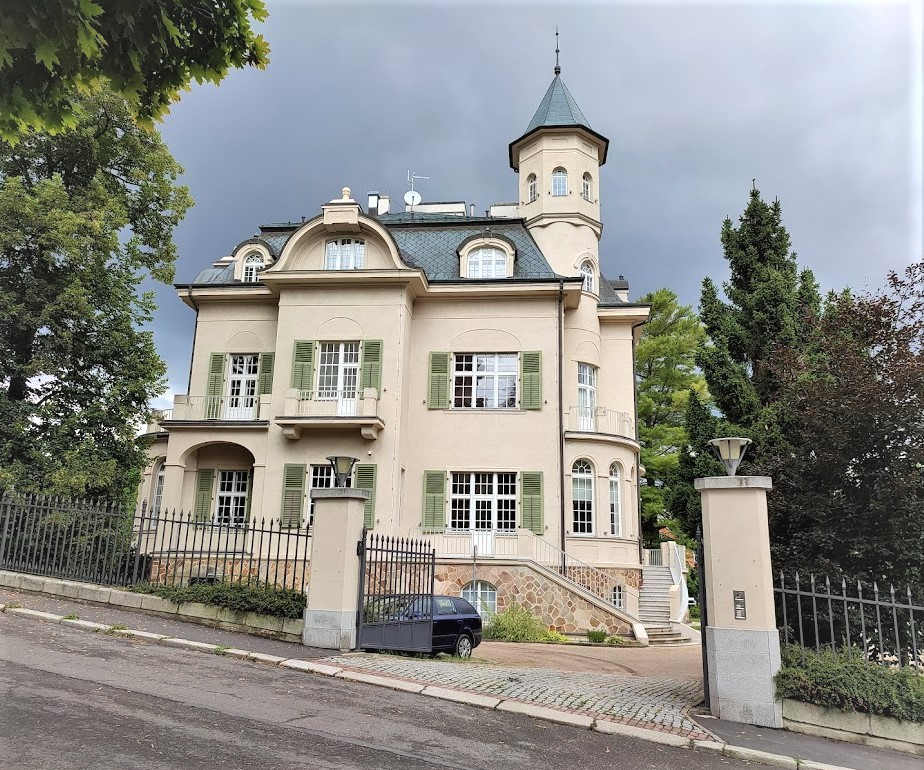
Boční pohled (od západu)

Reprezentativní vilu dal postavit významný karlovarský podnikatel Gustav Becher v rozrůstající se karlovarské honosné vilové čtvrti Westend na nároží ulice, později nazvané krále Jiřího, proti Strunzově vile (nyní lázeňský dům Smetana). Zastavovací plán na výstavbu vily byl vypracován v roce 1912 a ještě téhož roku architekt Karl Heller vypracoval projekt. Částečně přepracovaný projekt nesl letopočet 1913, a poté se začalo stavět. Výstavba probíhala pouze v podzimním a zimním období, aby stavební práce nerušily lázeňskou sezónu v sousedních vilách. Stavba byla dokončena v roce 1914.
Ve vile nakonec nikdo z rodiny Becherů nebydlel. Gustav Becher zemřel 19. února 1921, ještě před nastěhováním. 
Po smrti Gustava Bechera přešla vila Becherů do vlastnictví Spolku pro chemickou a hutní výrobu z Ústí nad Labem avšak nadále byly nazývána Becherovou vilou. Po Mnichovské dohodě a připojení pohraničí k Velkoněmecké říši v roce 1938 se stala sídlem krajského velitelství SS. Po konci druhé světové války byla znárodněna a převedena do majetku československého státu. V období 1951–1987 sloužil objekt jako Dům pionýrů a mládeže a poté byl na delší čas uzavřen a postupně chátral.
V letech 2009–2011 provedl Karlovarský kraj celkovou rekonstrukci objektu a prostory budovy přeměnil na Interaktivní galerii Becherova vila, určenou mladým výtvarníkům. Náklady na rekonstrukci činily 88,7 milionu korun, přičemž 77,6 milionu korun z této částky představovaly dotace. Slavnostní otevření nové galerie proběhlo v květnu roku 2011 a stala se pobočkou Galerie umění Karlovy Vary.

## Současnost
Konají se zde výstavy moderního a současného výtvarného umění, workshopy a umělecké dílny. V suterénu vily jsou ateliéry, společenský sál a výstavní prostory. Dále je v budově na panelech prezentována historie rodu Becherů i vznik vilové čtvrti Westend v Karlových Varech.

## Stavební podoba

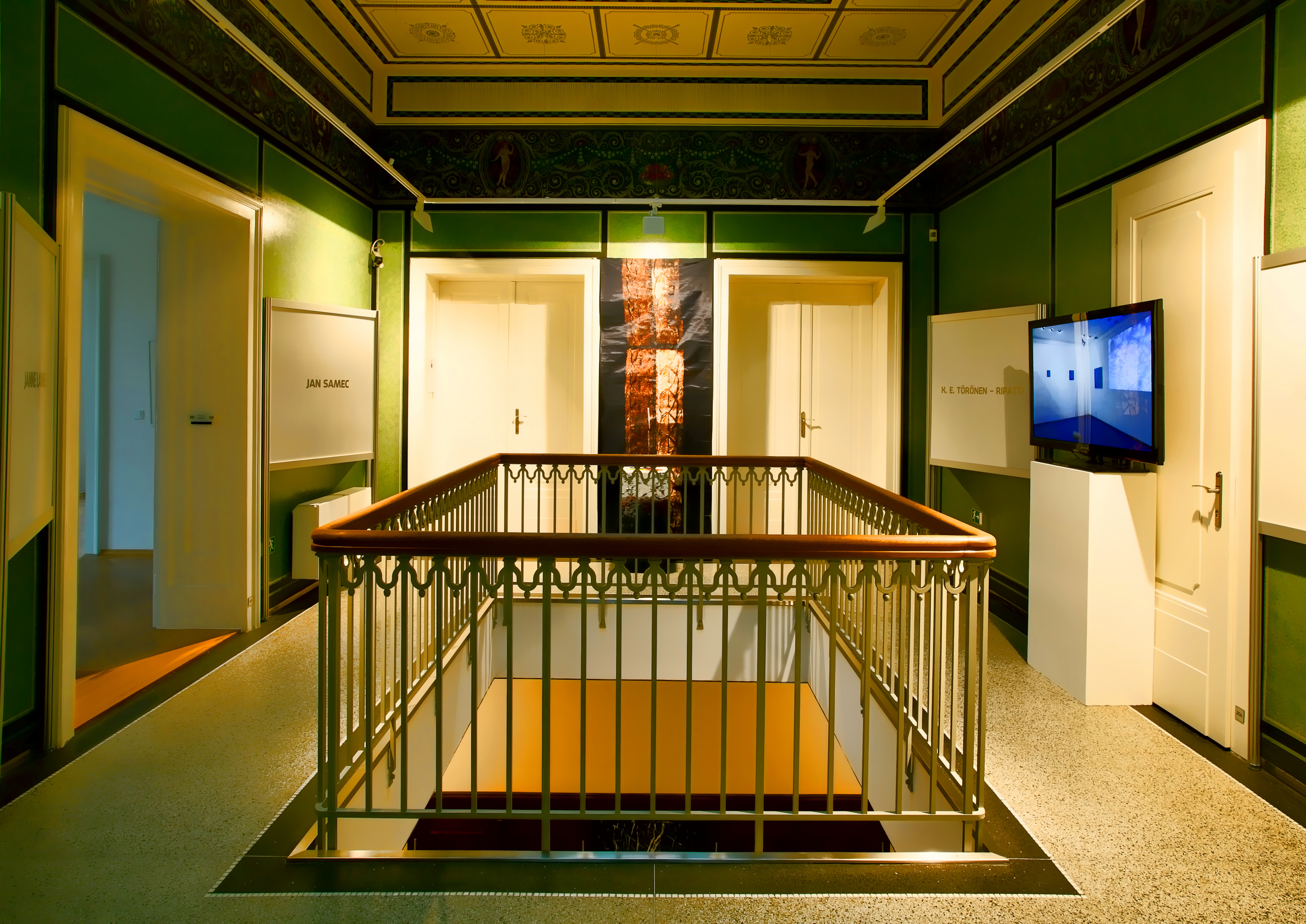
První patro vily

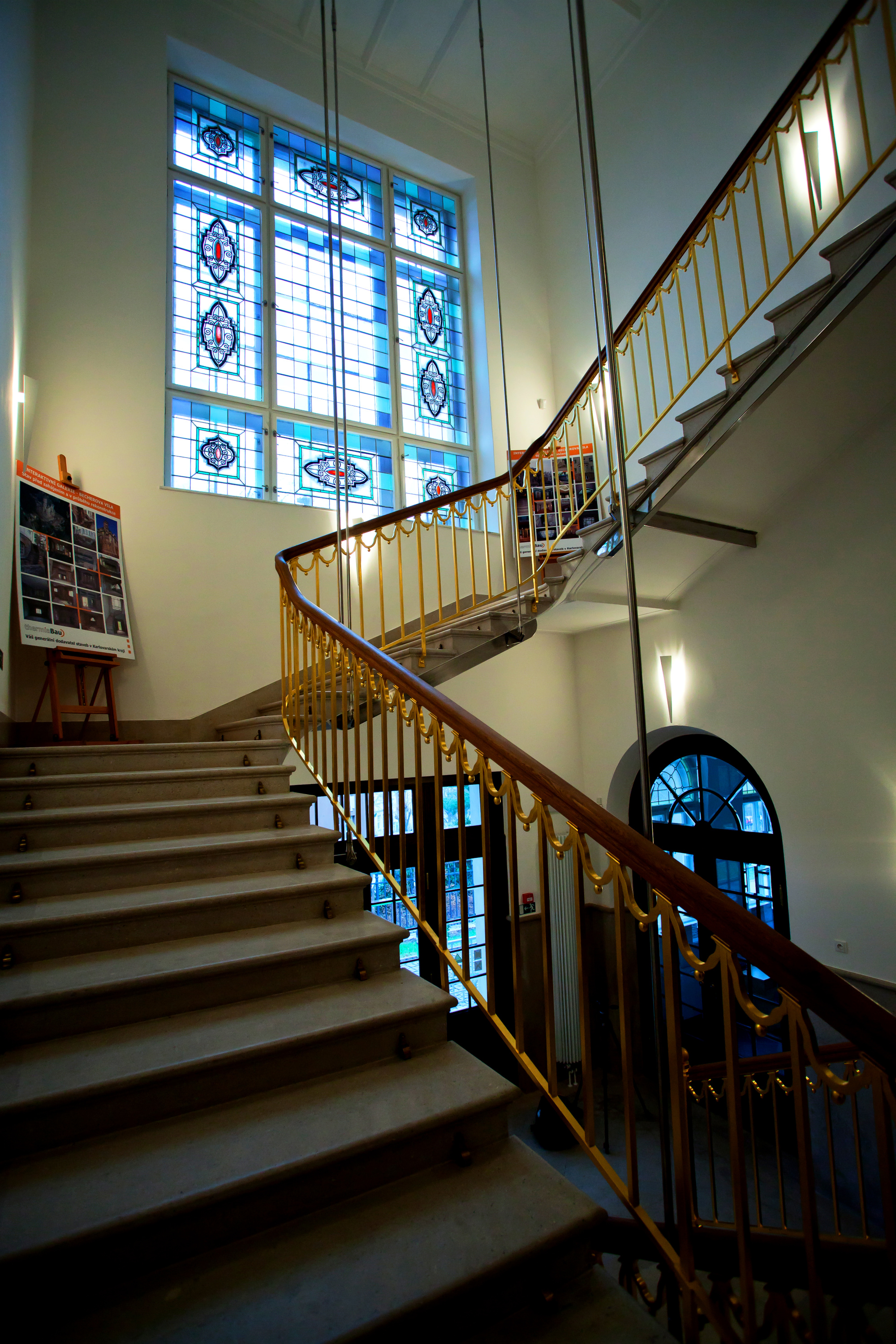
Schodiště do patra

Becherova vila je samostatně stojící třípodlažní budova na téměř čtvercovém půdorysu s osmibokou nárožní věží, s vystupujícími oblými rizality vstupního schodiště a zimní zahrady, krytá mansardovou střechou.
Na vrcholu střechy se nacházejí světlík a vikýře. Na jihovýchodním nároží je mezi východní a jižní průčelí vložena válcová věž, zakončená osmibokým nástavcem s jehlancem střechy. V přízemí věže je čtvrtkruhový rizalit nesoucí menší terasu. Okna jsou obdélná, jsou rámována vpadlými paspartami, v rizalitech s půlkruhově vpadlými záklenky. Vnější stěny jsou střídmé s omítkou imitující kámen. Sokl zdiva je řešen na způsob mohutného, dekorativně zdobeného kyklopského zdiva. Technickým prvkem průčelí bývaly výsuvné venkovní rolety, které se obsluhovaly z interiéru.
Dispozice objektu, řešeného původně jako rodinný palác ve stylu anglického venkovského domu, vychází z otevřené střední haly. Do ní vede široké kamenné centrální schodiště. Hala je v obou podlažích otevřena galeriemi, osvětlovanými střešním světlíkem. V přízemí se nacházel přijímací pokoj, salon, kuchyně s jídelnou a zimní zahrada. V patře a podkroví byly ložnice a pokoje pro hosty.
Z původní stavby se dochovaly četné umělecké prvky a architektonické detaily, např. dubový kazetový strop, malované vitráže a erb Becherů s letopočtem 1914. Při rekonstrukce budovy byly nalezeny původní dekorativní malby v přicházejícím stylu art deco.